# 勝鬨丸
| 勝鬨丸         |                                                                                     |
| 船歴           |                                                                                     |
| 起工           |                                                                                     |
| 進水           | 1920年                                                                              |
| 竣工           | 1921年1月（ヴォルヴァリン・ステート（Wolverine State）として）                      |
| その後         | 1944年9月12日沈没（勝鬨丸として）                                                   |
| 主要目         |                                                                                     |
| 総トン数       | 10,509トン                                                                          |
| 載貨重量トン数 | 12,007トン                                                                          |
| 全長           | 159.2 m (522 ft 5 in)                                                               |
| 垂線間長       | 153.04 m (502 ft)                                                                   |
| 全幅           | 18.9 m (62 ft)                                                                      |
| 型深           | 12.8 m (42 ft)                                                                      |
| 吃水           | 9.8 m (32 ft 8 in)                                                                  |
| 主機           | 三連成レシプロ機関 2基 2軸                                                          |
| 出力           | 6,300馬力（公称） 7,000馬力（合計）                                                 |
| 航海速力       | 14.0ノット                                                                          |
| 最高速力       |                                                                                     |
| 船客定員       | 78名（一等、竣工当時） 118名（一等、改装後） 158名（一等）、203名（三等）（勝鬨丸） |

勝鬨丸（かちどきまる）は、日本の輸送船。元はアメリカの貨客船であるプレジデント・ハリソン（SS President Harrison）であった。

## 概要

### 502型貨客船の建造
第一次世界大戦末期、アメリカUSSB（船舶院）は大型の軍隊輸送船の建造を計画した。しかし、その途中で大戦が終結したため、軍隊輸送船を貨客船に改めて建造されたのが、502型貨客船と535型貨客船の2種類の貨客船である。502 および 535 は、船体の垂線間長の長さに由来する。
基本設計はニューヨーク・シップビルディング社、内装はベスレヘム造船、客室調度品はスローン社が担当。船型は長船橋を持つ三島型で、船橋と客室フロアの間には貨物ハッチが設けられていた。一等船室は3区画に設けられ、最上層にある客室は2部屋ごとに共用のバスルームが設置されるなど、外観の不恰好さと反比例して内装は豪華さを極めた。502型は7隻建造され、いずれの船名も当初はアメリカの州のニックネームが付けられた。

### プレジデント・ハリソンとダラー・ライン
プレジデント・ハリソンはヴォルヴァリン・ステート（Wolverine State）として1921年1月に竣工。「ヴォルヴァリン・ステート」はミシガン州のニックネームである。ヴォルヴァリン・ステート以下7隻の502型は、USSB は7隻の運航を民間のパシフィック・メイル社に委託した。この頃、7隻の船名がすべて大統領の名前に改められた。ヴォルヴァリン・ステートはプレジデント・ハリソンに改名され、姉妹船とともにパシフィック・メイル社のサンフランシスコ・コルカタ線に就航。しかし、不況で航路はすぐさま閉鎖となった。
当時、アメリカと極東を結ぶ航路を持つ船会社のうち、アメリカに於いては材木商出身のロバート・ダラー（1844年 - 1932年）とその家族が率いるダラー・ラインがライバルの船会社を次々と手中に収めて席巻しつつあった。パシフィック・メイル社もダラーの支配下となり、1925年に吸収された。パシフィック・メイル社を手中に収める前、ダラーも含めたアメリカ海運業界の一大関心事は世界一周航路の開設であった。アメリカ東海岸からパナマ運河を経由してアメリカ西海岸、アメリカ西海岸から極東、極東からヨーロッパへの物流は増加傾向にあり、有望株と見られていた。ダラーも世界一周航路への参入を計画していたが、参入条件として、航路閉鎖によりだぶついていた502型7隻を安値で購入することを挙げていた。ダラー一族のスタンレー・ダラーが USSB との折衝役となり、1923年に1隻あたり60万ドルの値段でプレジデント・ハリソンを含む502型全てを購入した。ダラー・ラインでは、この年に購入船を用いて世界一周航路の試験航海を行い、本格就航に備えた。
1924年1月5日、プレジデント・ハリソンはダラー・ラインの西回り世界一周航路の第一船としてサンフランシスコを出港した。
ダラー・ラインの西回り世界一周航路の経由地
ホノルル、横浜、神戸、上海、香港、マニラ、シンガポール、ペナン、コロンボ、スエズ、ポートサイド、アレクサンドリア、ナポリ、ジェノヴァ、マルセイユ、ボストン、ニューヨーク、ハバナ、バルボア、ロサンゼルス。
プレジデント・ハリソンは106日かけてサンフランシスコに帰ってきた。この航路は東海岸から西海岸への船客、アメリカから極東への貨物、極東から欧米への重要貨物の往来により、初年度こそ赤字だったが、次の年度から潤った。極東・欧米間の輸送では特にカシューナッツやラテックス、砂糖などの輸送が利益を上げた。ニューヨークへの輸送日数も1ヶ月早くなり、ダラー・ラインはスケジュールの厳守も相まって会社全体の評判も高まった。
1930年ごろ、プレジデント・ハリソンなど4隻の上部構造が改装され、船橋と客室フロアを分け隔てていた貨物ハッチは一等客室の増設にあてられ、すっきりとした外観になった。しかし、この改造資金は USSB から借金したものだった。また、1929年に始まった世界恐慌の波が、事業を急拡大しすぎて放漫経営に陥りつつあったダラー・ラインを直撃しつつあった。事業の急拡大を懸念していたロバート・ダラーが1932年に亡くなると会社の屋台骨は大いに揺らぎ、経営不安が一気に表面化した。資金繰りがままならず、借金返済を何度の猶予する有様で、そのような状態にもかかわらず、会社の重役には高額の給与が与えられていた。ついには保険金で会社の資金をやりくりするという荒業まで飛び出したが、焼け石に水だった。1937年12月11日には、虎の子の新鋭貨客船プレジデント・フーヴァー（SS President Hoover、21,936トン）が火焼島で座礁沈没。これは、もはや老朽船代替の新鋭船を建造する資金すら底を突きかけていたダラー・ラインに止めを刺したようなものだった。1938年6月、スタンレー・ダラーは万策尽きてダラー・ラインの運航停止を表明。ダラー・ラインの株を政府に貸し、海運事業から去って元の材木商に戻った。プレジデント・ハリソンを含むダラー・ラインの船隊は、政府と米国海事委員会主体で設立されたアメリカン・プレジデント・ラインに移籍。ファンネルマークも「$」から「アメリカン・イーグル」に変更となった。
1941年11月末、プレジデント・ハリソンはマニラと香港でドック入りし、その際に軍隊輸送船に改装された。この後、僚船プレジデント・マディスン（SS President Madison）とともに上海に入港し、同地のアメリカ海兵隊をフィリピンに移動させる任務に就いた。マニラで海兵隊を上陸させた後、プレジデント・ハリソンは12月5日にマニラを出港。北京、天津方面のアメリカ海兵隊引揚げのため秦皇島に向かった。当時、日米関係は危機的状況にあり、プレジデント・ハリソンのオーレル・ピアソン船長は、万が一の際にはオーストラリアへの脱出か、大圏コースからのアメリカ帰還を考えていた。この時点で、プレジデント・ハリソンはドル紙幣とドル貨幣、ペソ紙幣、香港紙幣、小切手、それに託送品の水飴が積まれていた。

### 12月8日 拿捕
12月8日、真珠湾攻撃により太平洋戦争勃発。プレジデント・ハリソンは、備え付けのラジオで開戦を知り、5時ごろには無電にも開戦の情報が入った。8時30分ごろ、プレジデント・ハリソンは上海の93度110海里地点で日本の哨戒機に発見され、停船を命じられた。この頃、長崎から上海航路定期船の長崎丸（東亜海運、5,268トン）が上海に向かいつつあった。長崎丸は12月7日に長崎を出港し、上海から約60マイルの地点で、プレジデント・ハリソンに停船命令を出した哨戒機から、プレジデント・ハリソンの監視を命じられた。程なくすると、長崎丸は停船して漂泊中のプレジデント・ハリソンを発見。適度な間隔を以って監視任務をはじめた。プレジデント・ハリソンは、二煙突を持つ長崎丸を軍艦と間違えたのか船を捨てる素振りを見せたが、やがて航行を再開して全速力を出し、北に西にと針路を頻繁に変えた。長崎丸は追跡監視しつつ、動向を逐一打電。それに応じて新たな哨戒機が飛来してきた。
16時ごろ、プレジデント・ハリソンは揚子江河口部の余山島南1海里の浅瀬に座礁。アメリカ側は船を沈めるべく座礁させたとし、1941年12月10日付の朝日新聞では「ハリソンは舵を誤って浅瀬に乗り上げた」と書きたてた。座礁の後、乗組員全員は余山島に逃げ、やがてプレジデント・ハリソンは現場に到着した駆逐艦栗によって18時に拿捕された。
拿捕後からプレジデント・ハリソンの離礁作業が行われ、逃亡していた乗組員は全て呼び集められて離礁作業に従事した。しかし、船体の動揺が激しく、いくつかの重量軽減策を行った末に行われた、栗やタグボートによる曳航もロープが切れるなどしてなかなか成功しなかった。それでも地道な排水作業の末に1942年1月19日、浮揚に成功。上海に回航され、江南造船所で仮修理された。

### 勝鬨丸として
上海での仮修理の後、プレジデント・ハリソンは勝鬨丸と命名され、3月5日に上海で日本郵船に引き渡された。また、この時民需用が建前の船舶運営会使用船となり、軍の徴用を受けないまま軍事輸送に従事する陸軍配当船に指定され、陸軍配当船番号5025番が付与された。引き渡されたとき、勝鬨丸にはいまだ旧来の乗組員が残っており、郵船側の乗組員に対して協力を惜しまなかったが、旧来の乗組員は後日、日本海軍の将兵に連行されていった。その後、勝鬨丸は日本に回航され、大阪鐵工所桜島工場で改装工事が行われた。この改装で三等船室が新たに設けられた。7月28日工事が完了し、翌29日から台湾航路に就航した。勝鬨丸の台湾航路就航は華々しく報じられ、米、砂糖を満載して清水港に帰港した際には、見物人が勝鬨丸見たさで清水港に押し寄せたほどだった。
しかし、この航海では十分に清掃していたはずのタンクに汚水が残っており、そのため乗組員に下痢患者が大量に発生し、うち3人は不運にも死亡してしまった。これ以降、勝鬨丸にはいくつかのトラブルが発生した。それはまるで、「日本に使用される事をきらっているかのような」トラブルの連続であった。9月16日未明、勝鬨丸は2回目の航海で澎湖諸島目斗嶼近海を無灯火で航行中に、262船団を護衛して門司に向かいつつあった駆逐艦文月と衝突。勝鬨丸は左舷部に破口が出来、文月は艦首を大破して護衛任務を打ち切った。勝鬨丸は10月24日付で船舶運営会に貸下げられ、修理の上航路に復帰したが、1943年2月には瀬戸内海を夜間航行中座礁。日立造船因島工場で修理された。他にも、船内構造が日本で建造された船とは異なっていたが故のトラブルも多発した。そして、勝鬨丸に終末の時がやってきた。

### 終末
1944年9月6日6時、6隻の輸送船、勝鬨丸のほかは元特設巡洋艦浅香丸（日本郵船、7,398トン）、南海丸（大阪商船、8,416トン）、所謂「地獄船」楽洋丸（南洋海運、9,418トン）、タンカー瑞鳳丸（飯野海運、5,135トン）、タンカー新潮丸（東和汽船、5,135トン）で構成されたヒ72船団はシンガポールを出港。勝鬨丸を船団基準船とし、南シナ海の中央部を進んで日本本土に向かった。各船様々な積荷を載せていたが、勝鬨丸にはボーキサイト6,000トンを搭載し、軍人やインパール作戦参加の傷病兵、婦女子を含む便乗者880余人、オーストラリア陸軍兵を主とする連合国捕虜950人を乗せていた。9月11日9時、船団はマニラからやってきたマモ03船団の3隻、元特設水上機母艦香久丸（大阪商船、8,417トン）、元特設巡洋艦護国丸（大阪商船、10,438トン）、陸軍特殊船吉備津丸（日本郵船、9,575トン）と合流して9隻船団となり、勝鬨丸は船団中央列の先頭に位置して航行していた。
9月12日1時55分、ヒ72船団は(北緯18度15分 東経114度20分 / 北緯18.250度 東経114.333度)の地点で米潜水艦グロウラー (USS Growler, SS-215) の攻撃を受け、船団旗艦の海防艦平戸に魚雷が命中。平戸は水柱が消えると同時にその姿を消した。平戸が姿を消すと船団は大混乱に陥り、夜明けごろの5時27分には米潜水艦シーライオン (USS Sealion, SS-315) からの魚雷が南海丸に命中し8時45分に沈没、続いて楽洋丸にもシーライオンからの魚雷が命中して航行不能に陥った。6時55分、グロウラーが護衛艦の一艦で対潜掃討中の駆逐艦敷波を撃沈するに至って、勝鬨丸以下ヒ72船団の残存艦船は三亜目指して逃げ出した。しかし、逃げるヒ72船団をシーライオンと米潜水艦パンパニト (USS Pampanito, SS-383) の2潜水艦が追跡していた。22時50分、パンパニトは海南島近海で勝鬨丸に向けて魚雷を3本発射、1本は船首、1本は船尾にかわしたが残る1本が勝鬨丸の7番船倉に命中した。命中部分は浅かったものの、海水は瞬く間に複数の船倉に流入した。勝鬨丸の機関は停止し、船体は40度に傾いた。機関室員が退避完了するに及んで総員退船命令が発せられた。やがて勝鬨丸は横転し、23時37分、海中にその姿を消した。勝鬨丸の沈没により、便乗者と乗組員は合わせて50人が犠牲となり、連合軍捕虜は約半数が救助されたが残る431人が犠牲となった。

### 北京原人の骨
1929年に中国で発見された北京原人の頭蓋骨は、ロックフェラー財団に支援を受けて北京に設立された北京協和医学院で保管されていたが、日米関係の悪化によりアメリカへの移送が計画された。1941年12月5日、秦皇島からプレジデント・ハリソンに乗せるためアメリカ海兵隊の警護を受けつつ港へ移動したが、この便が拿捕されたことで計画が失敗、海兵隊員も捕虜となった。北京原人の骨に関心を持っていた旧日本軍も捜索したが発見することは出来ず、この日以降行方不明となっている。

## 略歴
- 1920年：ニューヨーク・シップビルディング社で502型貨客船ヴォルヴァリン・ステート（Wolverine State）として進水。
- 1921年1月：竣工。パシフィック・メイル社が運航を委託。サンフランシスコ・コルカタ線に就航。この頃、船名をプレジデント・ハリソン（SS President Harrison）に改名する。
- 1922年：不況によりサンフランシスコ・コルカタ線休航。
- 1923年：ダラー・ラインに移籍。
- 1924年1月5日：西回り世界一周航路に就航。
- 1938年：ダラー・ラインの事業撤退により、新たに設立されたアメリカン・プレジデント・ラインに移籍。
- 1941年11月：香港で輸送船に改装される。
- 1941年12月8日：秦皇島に向かう途中、揚子江沿岸で日本の貨客船長崎丸に発見され座礁。のちに拿捕され、中国の江南造船所で修理を行った。
- 1942年3月5日（3月18日、7月28日）：上海で日本郵船に貸下。
- 1942年7月：大阪鐵工所桜島工場で改装。
- 1942年7月29日：台湾航路に就航。
- 1942年9月16日：澎湖諸島目斗嶼近海で駆逐艦文月と衝突し損傷する。
- 1942年10月24日：船舶運営会に貸下。引き続き台湾航路に就航。
- 1943年2月：瀬戸内海で座礁事故する。
- 1944年9月12日：海南島東方海域の南シナ海で米潜水艦パンパニトの雷撃で撃沈され、連合国捕虜431人を含む500人近い犠牲者を出した。